# Athlétisme aux Jeux de la Francophonie de 2001
 (avril 2025).
Si vous disposez d'ouvrages ou d'articles de référence ou si vous connaissez des sites web de qualité traitant du thème abordé ici, merci de compléter l'article en donnant les références utiles à sa vérifiabilité et en les liant à la section « Notes et références ».
Navigation
Les épreuves d'athlétisme aux Jeux de la Francophonie 2001 se sont déroulées du 19 au 23 juillet 2001 au Terry Fox Stadium (en) d'Ottawa au Canada.

## Podiums

### Hommes
| Épreuve | Or                                          | Argent                                 | Bronze                                         |
| --- | ------------------------------------------- | -------------------------------------- | ---------------------------------------------- |
| 100 m | Stéphan Buckland (MRI) 10 s 13              | Bruny Surin (CAN) 10 s 18              | Éric Pacôme N'Dri (CIV) 10 s 24                |
| 200 m | Stéphan Buckland (MRI) 20 s 33              | Oumar Loum (SEN) 20 s 59               | Joseph Batangdon (CMR) 20 s 75                 |
| 400 m | Shane Niemi (CAN) 44 s 86 GR                | Eric Milazar (MRI) 44 s 96             | Sofiane Labidi (TUN) 45 s 45                   |
| 800 m | Khalid Tighazouine (MAR) 1 min 46 s 53 GR   | Mouhssin Chehibi (MAR) 1 min 46 s 63   | Zach Whitmarsh (CAN) 1 min 46 s 90             |
| 1 500 m | Paweł Czapiewski (POL) 3 min 45 s 08        | Abdelkader Hachlaf (MAR) 3 min 45 s 41 | Adil Kaouch (MAR) 3 min 45 s 64                |
| 5 000 m | Mohammed Amyn (MAR) 13 min 37 s 14          | Abderrahim Goumri (MAR) 13 min 38 s 06 | Mohamed Saïd El Wardi (MAR) 13 min 43 s 12     |
| 10 000 m | Ahmed Ibrahim Baday (MAR) 28 min 13 s 54 GR | Abdelhadi Habassa (MAR) 28 min 16 s 28 | Aloÿs Nizigama (BDI) 28 min 37 s 17            |
| 110 m haies | Dudley Dorival (HAI) 13 s 60                | Vincent Clarico (FRA) 13 s 71          | Artur Kohutek (POL) 13 s 73                    |
| 400 m haies | Paweł Januszewski (POL) 49 s 24             | Yvon Rakotoarimiandry (MAD) 49 s 53    | Mustapha Sdad (MAR) 49 s 89                    |
| 3 000 m steeple | Elarbi Khattabi (MAR) 8 min 16 s 63 GR      | Lyes Ramoul (FRA) 8 min 25 s 12        | Zouhair Ouerdi (MAR) 8 min 28 s 72             |
| 4 × 100 m | Maurice 39 s 04                             | Côte d'Ivoire 39 s 33                  | Bénin 40 s 22                                  |
| 4 × 400 m | Pologne 3 min 04 s 91                       | France 3 min 06 s 27                   | Maroc 3 min 06 s 86                            |
| Marathon | Mohammed El Hattab (MAR) 2 h 18 min 16 s    | Mustapha Damaoui (MAR) 2 h 18 min 31 s | Jean-Pierre Monciaux (FRA) 2 h 20 min 38 s     |
| 20 km marche | Hatem Ghoula (TUN) 1 h 22 min 56 s GR       | Denis Langlois (FRA) 1 h 23 min 21 s   | Gintaras Andriuškevičius (LTU) 1 h 23 min 35 s |
| Saut en hauteur | Mark Boswell (CAN) 2,31 m GR                | Kwaku Boateng (CAN) 2,31 m             | Jan Janků (CZE) 2,21 m                         |
| Saut à la perche | Adam Kolasa (POL) 5,60 m                    | Štěpán Janáček (CZE) 5,55 m            | Khalid Lachheb (FRA) 5,40 m                    |
| Saut en longueur | Jonathan Chimier (MRI) 7,89 m               | Arnaud Casquette (MRI) 7,88 m          | Mickaël Loria (FRA) 7,86 m                     |
| Triple saut | Arius Filet (FRA) 17,15 m GR                | Jérôme Romain (FRA) 16,29 m            | Djeke Mambo (BEL) 16,02 m                      |
| Lancer du poids | Bradley Snyder (CAN) 19,64 m                | Yves Niaré (FRA) 18,94 m               | Dylan Armstrong (CAN) 17,57 m                  |
| Lancer du disque | Jason Tunks (CAN) 65,10 m GR                | Virgilijus Alekna (LTU) 64,35 m        | Ionel Oprea (ROU) 63,64 m                      |
| Lancer du marteau | Szymon Ziółkowski (POL) 79,89 m GR          | Maciej Palyszko (POL) 75,35 m          | Raphaël Piolanti (FRA) 72,71 m                 |
| Lancer du javelot | Laurent Dorique (FRA) 76,67 m GR            | Arûnas Jurkšas (LTU) 73,66 m           | Walid Abderrazak Mohamed (EGY) 72,64 m         |
| Décathlon | Pierre-Alexandre Vial (FRA) 7 890 pts       | Hamdi Dhouibi (TUN) 7 548 pts          | Stéphane Bamboux (FRA) 7 320 pts               |
| Records et Performances - AR : Record continental (area record) - CR : Record des championnats (championship record) - MR : Record du meeting (meet record) - NR : Record national (national record) - OR : Record olympique (olympic record) - PR : Record paralympique (paralympic record) - PB : Record personnel (personal best) - SB : Meilleure performance personnelle de la saison (season's best) - WL : Meilleure performance mondiale de l'année (world leader) - WJR : Record du monde junior (world junior record) - WR : Record du monde (world record) Circonstances et Conditions - DNF : N'a pas terminé (did not finish) - DNS : N'a pas pris le départ (did not start) - DQ : Disqualification (disqualification) - NM : Aucun essai valable enregistré (No Mark) - Q : Qualifié « directement » au prochain tour (ou à la prochaine compétition), lors d'une compétition majeure, grâce au classement ou à la réalisation des minima (automatic qualifier) - q : Qualifié au prochain tour (ou à la prochaine compétition), lors d'une compétition majeure, grâce au repêchage ou à la réalisation de l'une des meilleures performances parmi celles des « non qualifiés directement » (grâce au meilleur temps ou à la meilleure distance par exemple) (secondary qualifier) |                                             |                                        |                                                |

### Femmes
| Épreuve | Or                                             | Argent                                    | Bronze                                   |
| --- | ---------------------------------------------- | ----------------------------------------- | ---------------------------------------- |
| 100 m | Makaridja Sanganoko (CIV) 11 s 27              | Venolyn Clarke (CAN) 11 s 29              | Hanitriniaina Rakotondrabé (MAD) 11 s 40 |
| 200 m | Kaltouma Nadjina (CHA) 23 s 07                 | Ionela Târlea (ROU) 23 s 11               | Aïda Diop (SEN) 23 s 20                  |
| 400 m | Amy Mbacké Thiam (SEN) 50 s 92 GR              | Kaltouma Nadjina (CHA) 51 s 03            | Mireille Nguimgo (CMR) 51 s 47           |
| 800 m | Diane Cummins (CAN) 2 min 00 s 77 GR           | Irina Krakoviak (LTU) 2 min 01 s 27       | Peggy Babin (FRA) 2 min 01 s 66          |
| 1 500 m | Elena Iagăr (ROU) 4 min 17 s 03                | Fatma Lanouar (TUN) 4 min 17 s 95         | Lidia Chojecka (POL) 4 min 18 s 16       |
| 5 000 m | Tina Connelly (CAN) 16 min 05 s 59 GR          | Zhor El Kamch (MAR) 16 min 15 s 56        | Inga Juodeškiené (LTU) 16 min 19 s 34    |
| 10 000 m | Zhor El Kamch (MAR) 34 min 07 s 52             | Lisa Harvey (CAN) 34 min 23 s 70          | Diane Nukuri (BDI) 34 min 30 s 66        |
| 100 m haies | Perdita Felicien (CAN) 12 s 92 GR=             | Patricia Buval (FRA) 13 s 02              | Nadine Faustin (HAI) 13 s 05             |
| 400 m haies | Nezha Bidouane (MAR) 54 s 91 GR                | Karlene Haughton (CAN) 56 s 19            | Małgorzata Pskit (POL) 56 s 25           |
| 4 × 100 m | Canada 43 s 73                                 | Côte d'Ivoire 43 s 89                     | Madagascar 44 s 12                       |
| 4 × 400 m | Pologne 3 min 28 s 97                          | France 3 min 30 s 04                      | Canada 3 min 31 s 08                     |
| Marathon | Michelle Leservoisier (FRA) 2 h 44 min 00 s GR | Clarisse Rasoarizay (MAD) 2 h 46 min 29 s | Leslie Carson (CAN) 2 h 50 min 02 s      |
| 10 km marche | Norica Câmpean (ROU) 44 min 32 s               | Sonata Milušauskaitė (LTU) 46 min 10 s    | Tatiana Boulanger (FRA) 47 min 11 s      |
| Saut en hauteur | Wanita May (CAN) 1,91 m GR                     | Nicole Forrester (CAN) 1,89 m             | Oana Pantelimon (ROU) 1,84 m             |
| Saut à la perche | Monika Pyrek (POL) 4,30 m GR                   | Pavla Hamácková (CZE) 4,20 m              | Julie Vigourt (FRA) 4,10 m               |
| Saut en longueur | Alice Falaiye (CAN) 6,38 m                     | Françoise Mbango Etone (CMR) 6,37 m       | Krysha Bayley (CAN) 6,27 m               |
| Triple saut | Cristina Nicolau (ROU) 14,62 m GR              | Françoise Mbango Etone (CMR) 14,56 m      | Adelina Gavrilă (ROU) 13,91 m (w)        |
| Lancer du poids | Krystyna Zabawska (POL) 18,25 m GR             | Elena Hila (ROU) 17,07 m                  | Laurence Manfredi (FRA) 16,82 m          |
| Lancer du disque | Nicoleta Grasu (ROU) 64,53 m                   | Joanna Wiśniewska (POL) 56,94 m           | Mélina Robert-Michon (FRA) 56,81 m       |
| Lancer du marteau | Kamila Skolimowska (POL) 67,95 m GR            | Agnieszka Pogroszewska (POL) 65,44 m      | Florence Ezeh (FRA) 64,53 m              |
| Lancer du javelot | Sarah Walter (FRA) 57,34 m GR                  | Ana Mirela Ţermure (ROU) 57,25 m          | Felicia Țilea (ROU) 56,58 m              |
| Heptathlon | Marie Collonvillé (FRA) 5 719 pts GR           | Kim Vanderhoek (CAN) 5 502 pts            | Sophie Marrot (FRA) 5 414 pts            |
| Records et Performances - AR : Record continental (area record) - CR : Record des championnats (championship record) - MR : Record du meeting (meet record) - NR : Record national (national record) - OR : Record olympique (olympic record) - PR : Record paralympique (paralympic record) - PB : Record personnel (personal best) - SB : Meilleure performance personnelle de la saison (season's best) - WL : Meilleure performance mondiale de l'année (world leader) - WJR : Record du monde junior (world junior record) - WR : Record du monde (world record) Circonstances et Conditions - DNF : N'a pas terminé (did not finish) - DNS : N'a pas pris le départ (did not start) - DQ : Disqualification (disqualification) - NM : Aucun essai valable enregistré (No Mark) - Q : Qualifié « directement » au prochain tour (ou à la prochaine compétition), lors d'une compétition majeure, grâce au classement ou à la réalisation des minima (automatic qualifier) - q : Qualifié au prochain tour (ou à la prochaine compétition), lors d'une compétition majeure, grâce au repêchage ou à la réalisation de l'une des meilleures performances parmi celles des « non qualifiés directement » (grâce au meilleur temps ou à la meilleure distance par exemple) (secondary qualifier) |                                                |                                           |                                          |

## Épreuves handisport
Hommes
| Épreuve                     | Or               | Or            | Argent            | Argent        | Bronze                | Bronze        |
| --------------------------- | ---------------- | ------------- | ----------------- | ------------- | --------------------- | ------------- |
| 1 500 m en fauteuil roulant | Jeff Adams (CAN) | 3 min 24 s 25 | Kelly Smith (CAN) | 3 min 24 s 88 | Pierre Fairbank (FRA) | 3 min 25 s 24 |

Femmes
| Épreuve                   | Or                       | Or            | Argent          | Argent        | Bronze               | Bronze        |
| ------------------------- | ------------------------ | ------------- | --------------- | ------------- | -------------------- | ------------- |
| 800 m en fauteuil roulant | Chantal Petitclerc (CAN) | 2 min 07 s 93 | Diane Roy (CAN) | 2 min 17 s 48 | Denise Fortier (CAN) | 2 min 32 s 38 |